# Lin Shaye
Pour l’article homonyme, voir Shaye.
Lin Shaye est une actrice américaine, née le 12 octobre 1943 à Détroit en Michigan.
Elle est célèbre pour ses rôles dans les films tels que Les griffes de la nuit (1984), Dumb and Dumber, Mary à tout prix (1998) et la franchise Insidious (2010-2023).

## Biographie

### Vie privée
Jeune sœur de Robert Shaye, producteur et fondateur du studio New Line Cinema, elle fut mariée et eut un enfant avec l'acteur Clayton Landey.

## Carrière
Lin Shaye fait ses débuts au cinéma en 1975 dans Hester Street et enchaîne les petits rôles à la télévision et au cinéma sous la direction notamment de Jack Nicholson en 1978 (En route vers le sud) et de Walter Hill en 1980 (Le Gang des frères James).
En 1982, elle fait sa première incursion dans ce qui va devenir son genre de prédilection, le film d'horreur, avec Dément. Ce slasher est écrit et produit par son frère Robert Shaye, PDG et fondateur de New Line Cinema. Dans les Griffes de la nuit en 1984. Elle fait alors face à Robert Englund et au jeune Johnny Depp.
À cette époque, elle joue également dans Comment claquer un million de dollars par jour (1985), Critters (1986), The Hidden (1987) et Running Man (1987). Dans les années 1990, Lin Shaye, habituée des seconds rôles, continue sa carrière dans des films comme Meurtre par intérim (1993), Even Cowgirls Get the Blues (1993) et Corrina, Corrina (1994). Mais durant cette période c'est surtout ses rôles dans les films Freddy sort de la nuit (1994) et Dumb and Dumber (1994) qui lui permettent de se faire remarquer.
Alternant films d'horreur et comédie potaches, elle se retrouve en 1998 aux côtés de Cameron Diaz et Ben Stiller dans Mary à tout prix (1998).
Dans les années 2000, elle joue dans Dumb and Dumberer (2003), suite de Dumb and Dumber qui se réalise sans Jeff Daniels et Jim Carrey et sans l'accord de Peter et Bobby Farrelly.
Après s'être illustrée dans des genres aussi différents que la comédie familiale Comme Cendrillon (2004), le thriller Cellular (2004), le film d'action Des serpents dans l'avion (2006) ou encore le drame Ma vie pour la tienne (2009), Lin Shaye retrouve le genre horrifique avec Insidious en 2010. Cette histoire d'esprits maléfiques qui tourmentent une famille est réalisée par James Wan, père de la franchise Saw.
Un triomphe qui donne naissance à des suites pour Insidious : Chapitre 2 (2013), Insidious : Chapitre 3 (2015) et Insidious : La dernière clé (2018) dans lesquelles Lin Shaye reprend le rôle de la médium Elise Rainier, un personnage capable de communiquer avec les esprits. Lin Shaye fait aussi une apparition dans le cinquième opus de la franchise Insidious: The Red Door (2023).

## Filmographie

### Cinéma
- 1975 : Hester Street : Whore
- 1978 : En route vers le sud (Goin' South) : Parasol Lady
- 1980 : Le Gang des frères James (The Long Riders) : Kate
- 1982 : Jekyll and Hyde... Together Again : Nurse with Telegram
- 1982 : Dément (Alone in the Dark) : Receptionist at Haven
- 1984 : Les Griffes de la nuit (A Nightmare On Elm Street) : Teacher
- 1985 : Comment claquer un million de dollars par jour? (Brewster's Millions) de Walter Hill : Journalist at Rally
- 1986 : Critters : Sally
- 1987 : My Demon Lover : Anemic Counter Girl
- 1987 : Extrême Préjudice (Extreme Prejudice) : employée du bureau de l'emploi
- 1987 : Hidden : Carol Miller
- 1987 : Running Man (The Running Man) : Propaganda Officer
- 1988 : Critters 2 (Critters 2: The Main Course) : Sal
- 1988 : Le Dindon de la farce (Lucky Stiff) : Unpleasant Child's Mother
- 1990 : Pump Up the Volume : PTA Parent #3
- 1990 : Elles craquent toutes sauf une (Book of Love) : Mme Flynn
- 1992 : Roadside Prophets : Celeste
- 1993 : Alarme fatale (Loaded Weapon 1) : Witness
- 1993 : Meurtre par intérim (The Temp) : Rosemary
- 1993 : Les Fantasies du cœur (Three of Hearts) : Operator
- 1993 : Even Cowgirls Get the Blues : Rubber Rose Maid
- 1993 : Amityville : Darkforce (vidéo) : Nurse Turner
- 1993 : Brain Smasher... A Love Story (vidéo) : Makeup Artist
- 1994 : Corrina, Corrina : Repeat Nanny
- 1994 : Freddy sort de la nuit (New Nightmare) : Nurse with Pills
- 1994 : Dumb and Dumber : Mrs. Neugeboren
- 1995 : Bad Company (The Nature of the Beast) : Carol Powell
- 1996 : Le Roi de la quille (Kingpin) : Roy's Landlady
- 1996 : Dernier Recours (Last Man Standing) : The Madame
- 1997 : Dead End (Do Me a Favor) : Darla
- 1998 : Behind the Zipper with Magda (vidéo) : Magda
- 1998 : Mary à tout prix (There's Something About Mary) : Magda
- 1998 : D'une vie à l'autre (Living Out Loud) : la nurse de Lisa
- 1999 : Detroit Rock City : Mrs. Bruce
- 2000 : Attention Shoppers : Libby
- 2001 : Invisible ennemi (Contagion) : Laura Crowley
- 2001 : Without Charlie
- 2001 : Trop c'est trop (Say It Isn't So) : Nurse Bautista
- 2002 : Surfacing : Elise Marks
- 2002 : Man of the Year : Flora
- 2002 : Wish You Were Dead : Jinny Macintosh
- 2002 : Croisière en folie (Boat Trip) : Sonya
- 2002 : Manfast : Marge
- 2003 : Viens voir papa ! (Who's Your Daddy?) (vidéo) : Mrs. Harding
- 2003 : Dead End : Laura Harrington
- 2003 : Sexe, Lycée et Vidéo (After School Special) : Tequila
- 2003 : Dumb and Dumberer : Quand Harry rencontra Lloyd (Dumb and Dumberer: When Harry Met Lloyd) : Margie
- 2003 : Deux en un (Stuck On You) : Makeup Babe
- 2004 : Cross Bronx : Barbara Green
- 2004 : The Hillside Strangler : Jenny Buono
- 2004 : The Almost Guys (en) d'Eric Fleming : Repo Boss
- 2004 : Comme Cendrillon (A Cinderella Story) : Mrs. Wells
- 2004 : Cellular : Exotic Car Driver
- 2004 : Wear Something Nice : Mom
- 2005 : Down the P.C.H. : Wendy O'Hara
- 2005 : Unbeatable Harold : Jeannie
- 2005 : Hoboken Hollow : Mrs. Brodrick
- 2005 : Hate Crime (en) : Kathleen Slansky
- 2005 : Sledge: The Untold Story : Samantha
- 2005 : Sexy à mort (Drop Dead Sexy) : Ma Muzzy
- 2005 : 2001 Maniacs : Granny Boone
- 2006 : Surf School : Eloise
- 2006 : Hood of Horror : Clara
- 2006 : Jesus, Mary and Joey : Lulu
- 2006 : Bachelor Party Vegas (vidéo) : Cassandra
- 2006 : Pledge This : Panique à la fac ! (Pledge This) de William Heins et Strathford Hamilton : Miss Prin
- 2006 : Des serpents dans l'avion de David R. Ellis : Grace
- 2006 : Driftwood de Tim Sullivan : Nancy Forrester
- 2007 : Homo erectus : la guide du musée
- 2008 : Asylum (en) : la mère de String
- 2009 : Ma vie pour la tienne (My Sister's Keeper) : Nurse Adele
- 2011 : Insidious de James Wan : Elise Rainier
- 2012 : Les Trois Corniauds (The Three Stooges) de Peter et Bobby Farrelly : l'infirmière
- 2012 : Rosewood Lane de  Victor Salva : Mme Hawthorne
- 2013 : Insidious : Chapitre 2 de James Wan : Elise Rainier
- 2013 : Une sale grosse araignée (Big Ass Spider!) : Mme Jefferson
- 2014 : The Signal de William Eubank : Mirabelle
- 2014   : Grace : The Possession (film VOD, 2014) de Jeff Chan : Helen
- 2014 : Ouija de Stiles White : Paulina Zander
- 2015 : Insidious : Chapitre 3  de Leigh Whannell : Elise Rainier
- 2015 : Tales of Halloween : la mère de Lynn
- 2016 : Ouija : les origines de Mike Flanagan : Paulina Zander âgée
- 2017 : The Black Room de Rolfe Kanefsky : 	Miss Black
- 2018 : Insidious : La Dernière Clé de Adam Robitel : Elise Rainier
- 2018 : Killing Winston Jones de Joel David Moore :
- 2020 : The Grudge de Nicolas Pesce : Faith Matheson
- 2020 : Dreamkatcher de Kerry Harris : Ruth
- 2023 : Insidious: The Red Door de Patrick Wilson : Elise Rainier

### Télévision
- 1977 : Sex and the Married Woman (TV) : Sandra
- 1979 : The Triangle Factory Fire Scandal (TV) : Freida
- 1979 : The Seeding of Sarah Burns (TV) : 2e Nurse
- 1980 : Cri d'amour (A Cry for Love) (TV)
- 1984 : Summer Fantasy (TV) : Woman on Beach
- 1987 : Stillwatch (TV)
- 1987 : Mistress (en) (TV) : Woman Customer
- 1992 : Her Final Fury: Betty Broderick, the Last Chapter (TV) : Inmate
- 1993 : Passion enflammée (Torch Song) (TV) : Teamster
- 1994 : Le Prix de la vengeance (In the Line of Duty: The Price of Vengeance) (TV) : Foreman #2
- 1995 : Accusée d'amour (Trial by Fire) (TV) : Phyllis Cardell
- 1995 : Portrait dans la nuit (Sketch Artist II: Hands That See) (TV) : Bonnie
- 1998 : Einstein, le chien savant (Breakfast with Einstein) (TV)
- 2006 : Earl (My name is Earl) - Saison 1, épisode 24 : la mère de Paul
- 2012 : Mon Père Noël bien-aimé (Matchmaker Santa) (TV) : Debbie

### Jeux vidéo
- 2000 : Code Blue : Leslie Miller
- 2022 : The Quarry : Constance Hackett

## Distinctions

### Nominations
- 2005 : Fangoria Chainsaw Awards de la meilleure actrice dans un second rôle dans un thriller horrifique pour Dead End (2003).
- 2011 : Fright Meter Awards de la meilleure actrice dans un second rôle dans un thriller horrifique pour Insidious (2011).
- 2012 : Fangoria Chainsaw Awards de la meilleure actrice dans un second rôle dans un thriller horrifique pour Insidious (2011).

### Récompenses
- 2004 : Peñíscola Comedy Film Festival de la meilleure actrice dans un thriller horrifique  pour Dead End (2003).
- 2015 : Fright Meter Awards de la meilleure actrice dans un thriller horrifique pour Insidious : Chapitre 3 (2015).
- 2020 : Fright Meter Awards de la meilleure actrice dans un second rôle dans un thriller horrifique pour The Grudge (2020).

## Voix françaises
- Anne Jolivet (4 fois) dans :
  - Insidious : Elise Rainier (2010)
  - Insidious : Chapitre 2 : Elise Rainier (2013)
  - Insidious : Chapitre 3 : Elise Rainier (2015)
  - Insidious : La Dernière Clé : Elise Rainier (2018)

- Frédérique Cantrel (2 fois) dans :
  - The Signal : Mirabelle (2014)
  - Dreamkatcher : Ruth (2020)

- Sophie Arthuys dans Even Cowgirls Get the Blues : Serveuse du ranch Rubber Rose (1993)
- Anne Deleuze dans Des serpents dans l'avion : Grace (2006)
- Nicole Shirer dans Ouija : Paulina Zander (2014)
- Cathy Cerdà dans American Gothic : Lila (Série TV) (2016)
- Anne Plumet dans Penny Dreadful: City of Angels : Dottie Minter (Série TV) (2020)